# Дети Азии
Междунаро́дные спорти́вные и́гры «Де́ти А́зии» (англ. Children of Asia International Sports Games, якут. «Азия оҕолоро» омуктар икки ардыларынааҕы спорт оонньуулара) - спортивные состязания, которые проводятся каждые четыре года с 1996 года под эгидой Международного комитета «Дети Азии», охватывающие весь Азиатский континент, а также некоторые страны Европы.
Цель Игр — пропаганда идей Олимпийского движения, развития детско-юношеского спорта и укрепления международного спортивного сотрудничества.

## История
Международные спортивные игры «Дети Азии» являются соревнованиями среди детей и юношества в индивидуальных и командных видах спорта и состоят из Международных спортивных игр «Дети Азии», проводимых по летним видам спорта, и зимних Международных спортивных игр «Дети Азии», проводимых по видам спорта, которыми занимаются на снегу и на льду. 
Посвященные 100-летию современного Олимпийского движения, первые Игры состоялись в 1996 году в г. Якутск Республики Саха (Якутия) Российской Федерации по инициативе Первого Президента Республики Саха (Якутия) Михаила Николаева. Отмечая заслуги в основании, проведении и популяризации Международных спортивных игр «Дети Азии» Республика Саха (Якутия) Российской Федерации признается Основателем Игр.

## Правообладатель Игр[2]
Международный комитет Дети Азии (англ. International Committee Children of Asia) — это международная спортивная организация, созданная для развития детского и юношеского спорта в странах Азии. Штаб-квартира Комитета находится в г. Якутске. Под эгидой Комитета проходят Игры "Дети Азии".

### История
Организация была основана 8 ноября 2012 года в Макао в рамках 31-й Генеральной ассамблеи Олимпийского совета Азии (ОСА). Инициатором создания выступил президент ОСА шейх Ахмад Аль-Фахад Аль-Сабах. Учредительный протокол подписали шейх Ахмад Аль-Фахад Аль-Сабах (от Олимпийского совета Азии), Александр Жуков (от Олимпийского комитета России), Дмитрий Глушко (от Республики Саха (Якутия)).

### Основные проекты
1. Игры «Дети Азии».

2. Образовательный проект «Путь к Олимпу» – программы для подготовки молодых спортсменов.

3. Международный саммит молодых профессионалов в сфере спорта – площадка для обмена опытом.

4. Союз выпускников – сообщество участников Игр для поддержки юных спортсменов.
Игры проводятся каждые четыре года под Патронатом ЮНЕСКО, Международного Олимпийского комитета и при поддержке Президента и Правительства Российской Федерации, Олимпийского совета Азии, Олимпийского комитета России.

## Список Игр «Дети Азии»
| Год  | Номер     | Место проведения    | Место проведения                                         | Даты проведения        | Количество команд | Виды спорта | Участники |
| ---- | --------- | ------------------- | -------------------------------------------------------- | ---------------------- | ----------------- | ----------- | --------- |
| 1996 | I игры    |                     |                                                          | 9 августа - 16 августа | 6 стран           | 8           | более 250 |
| 1996 | I игры    | Республика Саха     | Якутск                                                   | 9 августа - 16 августа | 6 стран           | 8           | более 250 |
| 2000 | II игры   |                     |                                                          | 4 августа -13 августа  | 13 стран          | 16          | 1178      |
| 2000 | II игры   | Республика Саха     | Якутск                                                   | 4 августа -13 августа  | 13 стран          | 16          | 1178      |
| 2004 | III игры  |                     |                                                          | 23 июля - 30 июля      | 14 стран          | 17          | 1509      |
| 2004 | III игры  | Республика Саха     | Якутск                                                   | 23 июля - 30 июля      | 14 стран          | 17          | 1509      |
| 2008 | IV игры   |                     |                                                          | 3 июля - 13 июля       | 16 стран          | 18          | 1854      |
| 2008 | IV игры   | Республика Саха     | Якутск                                                   | 3 июля - 13 июля       | 16 стран          | 18          | 1854      |
| 2012 | V игры    |                     |                                                          | 4 июля - 16 июля       | 26 стран          | 19          | 2042      |
| 2012 | V игры    | Республика Саха     | Якутск, Мирный, Нерюнгри                                 | 4 июля - 16 июля       | 26 стран          | 19          | 2042      |
| 2016 | VI игры   |                     |                                                          | 5 июля - 17 июля       | 35 стран          | 22          | 2841      |
| 2016 | VI игры   | Республика Саха     | Якутск                                                   | 5 июля - 17 июля       | 35 стран          | 22          | 2841      |
| 2019 | I зимние  |                     |                                                          | 8 февраля - 17 февраля | 20 стран          | 8           | 1200      |
| 2019 | I зимние  | Сахалинская область | Южно-Сахалинск                                           | 8 февраля - 17 февраля | 20 стран          | 8           | 1200      |
| 2022 | VII игры  |                     |                                                          | 27 июля - 8 августа    | 20 стран          | 19          | 1355      |
| 2022 | VII игры  | Приморский край     | Владивосток                                              | 27 июля - 8 августа    | 20 стран          | 19          | 1355      |
| 2023 | II зимние |                     |                                                          | 25 февраля - 5 марта   | 12 стран          | 10          | 814       |
| 2023 | II зимние | Кузбасс             | Кемерово, Новокузнецк, Междуреченск, Таштагольский район | 25 февраля - 5 марта   | 12 стран          | 10          | 814       |
| 2024 | VIII игры |                     |                                                          | 25 июня - 7 июля       | 24 стран          | 24          | 1904      |
| 2024 | VIII игры | Республика Саха     | Якутск                                                   | 25 июня - 7 июля       | 24 стран          | 24          | 1904      |

## Список видов спорта
Виды спорта и дисциплины, обязательные к включению в программу Игр:
- Баскетбол 3х3
- Бокс
- Борьба Хапсагай
- Борьба Кураш
- Волейбол и/или пляжный волейбол
- Дзюдо
- Легкая атлетика (в т. ч. якутские прыжки)
- Мас-рестлинг
- Настольный теннис
- Плавание
- Спортивная борьба (вольная борьба)
- Самбо
- Пулевая стрельба
- Стрельба из лука
- Тхэквондо
- Мини-футбол
- Художественная гимнастика

Виды спорта и дисциплины, обязательные к включению в программу зимних Игр:
- Биатлон
- Горнолыжный спорт
- Конькобежный спорт (шорт-трек)
- Лыжные гонки
- Сноуборд
- Фигурное катание
- Хоккей

## Международные спортивные игры «Дети Азии»

### I Игры
I Международные спортивные игры «Дети Азии» проводились с 9 по 16 августа 1996 года в Якутске. Соревнования проводились по 8 видам спорта (бокс, вольная борьба, дзюдо, лёгкая атлетика, международные шашки, настольный теннис, стрельба из лука, шахматы), в которых приняло участие более 250 юных спортсменов из Казахстана, Китая, Республики Корея, Киргизии, Монголии, Таиланда, Агинского Бурятского АО, Бурятии, Тывы и Якутии. Было разыграно 224 медали.
Из числа якутских участников первых Игр Георгий Балакшин стал шестикратным чемпионом России, трёхкратным чемпионом Европы по боксу и принимал участие в Олимпийских играх—2004 в Афинах, завоевал путёвку на Пекинскую Олимпиаду. Также из «Детей Азии» вышли и другие олимпийцы — борцы вольного стиля: чемпион Азии и мира среди студентов Леонид Спиридонов и бронзовый призёр мира, чемпион России Александр Контоев. Шестикратным чемпионом мира по русским шашкам стал Гаврил Колесов.
Благодаря Играм к 1996 году в Якутске были возведены стадион «Туймаада», дворец спорта «50 лет Победы», ледовый дворец «Эллэй Боотур», международный аэровокзал «Туймаада».

### II Игры
II Международные спортивные игры «Дети Азии» прошли с 4 по 13 августа 2000 года в Якутске. В них приняли участие 1178 юных спортсменов из 23 регионов России и 13 зарубежных стран (Бангладеш, Вьетнам, Индия, Казахстан, КНДР, Киргизия, Малайзия, Монголия, Республика Корея, Сингапур, Тайвань, Филиппины, Япония).
Было разыграно 129 комплектов медалей в 16 видах спорта (баскетбол, бокс, борьба хапсагай, волейбол, вольная борьба, дзюдо, лёгкая атлетика, мас-рестлинг (перетягивание палки), международные шашки, настольный теннис, северное многоборье, спортивная гимнастика, спортивные танцы, стрельба из лука, художественная гимнастика, шахматы, якутские национальные прыжки).
В столице Якутии появились новые спортивные объекты — плавательный бассейн «Долгун», легкоатлетический манеж «Юность», к началу Игр введены в строй учебный корпус факультетов естественных наук и общежитие на 1500 мест Якутского государственного университета.

### III Игры

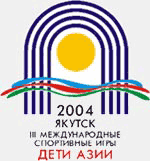

III Международные спортивные игры «Дети Азии» были проведены с 23 по 30 июля 2004 года в Якутске. В соревнованиях приняли участие 1509 юных спортсменов из 11 стран (Армения, Вьетнам, Индия, Индонезия, Казахстан, Китай, КНДР, Киргизия, Монголия, Таиланд, Турция) и 26 регионов Российской Федерации. Разыграно 270 комплектов медалей в 17 видах спорта (баскетбол, бокс, вольная борьба, волейбол, дзюдо, лёгкая атлетика, мас-рестлинг (перетягивание палки), международные шашки, настольный теннис, пауэрлифтинг, спортивная гимнастика, спортивные танцы, тхэквондо, футбол, художественная гимнастика, шахматы, якутские национальные прыжки).
Построены новый жилой корпус и столовая Якутского государственного университета, стадион «Юность», единственный на Крайнем Севере Государственный цирк на 800 мест, четырёхзвёздочная гостиница «Полярная звезда».

### IV Игры

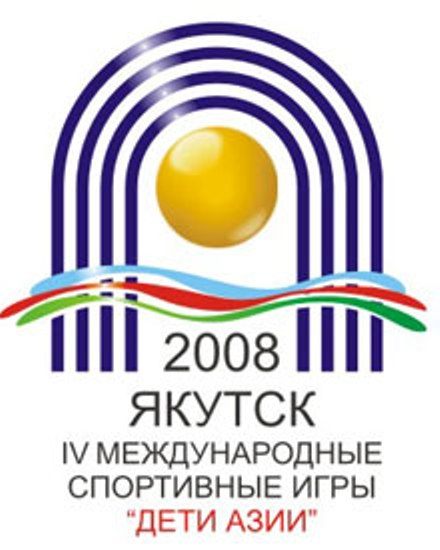

IV Международные спортивные игры «Дети Азии» были организованы и проведены под патронатом МОК с 3 по 13 июля 2008 года по 18 видам спорта в трёх городах Республики Саха (Якутия).
В Якутске соревнования прошли по баскетболу (юноши), боксу, волейболу (юноши, девушки), вольной борьбе, дзюдо, лёгкой атлетике (в том числе якутские прыжки), мас-рестлингу, пауэрлифтингу, спортивной гимнастике, стрельбе из лука, тхэквондо, футболу, шашкам, шахматам, пулевой стрельбе (демонстрационный вид).
В Мирном — по художественной гимнастике, футболу, танцевальному спорту.
В Нерюнгри — по баскетболу (девушки) и настольному теннису
Впервые в программу Игр были включены соревнования по баскетболу среди девушек, вольной борьбе среди девушек и как демонстрационный вид были включены соревнования по пулевой стрельбе.
В соревнованиях Игр приняли участие спортсмены 16 зарубежных стран и 27 субъектов Российской Федерации с общим числом участников 3038 человек, из которых зарубежных — 949, российских — 2089.
Были построены крытый стадион в Нерюнгри, спортивный комплекс «Кимберлит» и стадион «Триумф» в Мирном, полностью реконструированы имеющиеся спортивные объекты.

### V Игры
В соответствии с Распоряжением Президента Российской Федерации от 31 мая 2010 года № 359-рп с 4 по 6 июля 2012 года в Республике Саха (Якутия) состоялся Международный спортивный форум «Россия — спортивная держава», в рамках которого состоялись V Международные спортивные игры «Дети Азии» в городах Якутск, Мирный, Нерюнгри с 4 по 16 июля 2012 года. Игры прошли под патронатом ЮНЕСКО, МОК и при поддержке Олимпийского совета Азии и Олимпийского комитета России.
Всего в соревнованиях V Международных спортивных игр «Дети Азии» приняло участие 2042 человека в составе 34 команд, в том числе 455 тренеров и представителей, 1587 спортсменов, из них из стран Азии (26 команд) 1010 человек (237 тренеров и представителей, 773 спортсмена), из Российской Федерации (8 команд) — 1032 участника (218 тренеров и представителей, 814 спортсменов).
Разыграно 292 комплекта медалей, из 34 команд призовых мест удостоились спортсмены из 27 команд. По общему количеству медалей лидировали следующие команды: команда Республики Саха (Якутия) — 101 медаль, на втором месте — Сибирский федеральный округ (87), на третьем — команда Казахстана (70).
В рамках Игр было задействовано 186 объектов, из них: 15 объектов проведения соревнований, 26 объектов проведения тренировок, 62 объекта размещения участников Форума и Игр, 71 объект питания, 12 объектов деловой программы.
В канун игр в Якутске введены в строй четыре крупных спортивных объекта: универсальный спортивный комплекс «Центр спортивной подготовки» на 3000 мест, крытый футбольный манеж, плавательный бассейн олимпийского типа «Чолбон», вторая очередь республиканского центра национальных видов спорта «Модун», международный терминал аэропорта Якутска.

### VI Игры
VI Международные спортивные игры «Дети Азии» проходили с 5 по 17 июля 2016 года в Якутске. 5 июля — день заезда участников, 17 июля — дата их отъезда. Церемония открытия была торжественно проведена вечером 6 июля, церемония закрытия — 16 июля. Игры по всем видам спорта проходили в Якутске.

### VII Игры
VII Международные спортивные игры «Дети Азии» прошли во Владивостоке с 27 июля по 8 августа 2022 г. В них приняли участие 13 зарубежных команд и 8 команд, представляющих российские федеральные округа и регионы, всего более 1300 спортсменов.
Соревнования проводились на 7 спортивных объектах по 19 видам спорта: бадминтон, баскетбол 3х3, бокс, пляжный волейбол, дзюдо, борьба-кураш, брейкинг, легкая атлетика, мас-рестлинг, настольный теннис, плавание, пулевая стрельба, самбо, спортивная борьба, стрельба из лука, тхэквондо, футбол (футзал), хапсагай, художественная гимнастика.
В рамках соревнований разыграно 199 комплектов медалей. По итогам соревнований первое место завоевали юные спортсмены Сибирского федерального округа. На втором месте сборная команда Узбекистана. На третьем месте сборная Москвы.

### VIII Игры
Открытие VIII Игр «Дети Азии» состоялось в торжественной обстановке на своей исторической родине – в Якутске. Стадион «Туймаада» им. Николая Тарского, вместимостью более 12 тысяч человек, был полон восхищенными зрителями и участниками. Якутск приветствовал около трех тысяч гостей из 25 стран: Азербайджан, Армения, Афганистан, Бахрейн, Бангладеш, Беларусь, Грузия, Индия, Иран, Казахстан, КНДР, КНР, Кыргызстан, Лаос, Ливан, Монголия, Палестина, Пакистан, Республика Корея, Россия, Сирия, Таджикистан, Таиланд, Китайский Тайбэй, Узбекистан. Юные спортсмены на протяжении 13 дней будут боролись за звание лучших.
По итогам соревнований сборная Узбекистана стала лидером общекомандного медального зачета, завоевав 36 золотых, 31 серебряную и 21 бронзовую награды. Сборная Сибирского федерального округа заняла второе место (31-31-32), а сборная Республики Беларусь - третье (27-21-30). В программу VIII Игр «Дети Азии» вошли: легкая атлетика, баскетбол 3×3, танцевальный спорт «брейкинг» и «двоеборье», мас-рестлинг, художественная гимнастика, бокс, скалолазание, волейбол, мини-футбол, тхэквондо, дзюдо, кураш, плавание, самбо, спортивная борьба, алыш, хапсагай, пулевая стрельба, стрельба из лука, шахматы, го, настольный теннис, кикбоксинг, стендовая стрельба.

## Зимние Международные спортивные игры «Дети Азии»

### I Игры
В 2016 году по инициативе главы Республики Саха (Якутия) Егора Борисова Международным комитетом «Дети Азии» было принято решение о проведении первых Зимних международных спортивных игр «Дети Азии» (далее — I Зимние МСИ «Дети Азии»).
Главным претендентом на проведение I Зимних МСИ «Дети Азии» выступил Южно-Сахалинск, Сахалинской области. I зимние Международные спортивные игры «Дети Азии» прошли с 8 по 16 февраля 2019 г.
В ходе первых зимних МСИ «Дети Азии» были проведены соревнования по 8 видам спорта: биатлон, горнолыжный спорт, лыжные гонки, прыжки на лыжах с трамплина, сноуборд, фигурное катание, хоккей, шорт-трек.
Страны-участницы:
- Армения
- Афганистан
- Гонконг
- Индия
- Иордания
- Казахстан
- Кувейт
- Киргизия
- Монголия
- Непал
- ОАЭ
- Россия
- Сирия
- Таджикистан
- Таиланд
- Туркменистан
- Узбекистан
- Филиппины
- Южная Корея
- Япония

Первые три места в медальном зачете Игр заняли российские команды: Уральский федеральный округ, Москва и Сахалинская область.

### II Игры
Вторые зимние Международные спортивные игры «Дети Азии» прошли с 25 февраля по 5 марта в Кузбассе (Кемерово, Новокузнецк, Междуреченск и Таштагольский район). В соревнованиях приняли участие 814 спортсменов из 12 стран. Всего было разыграно 57 комплектов наград в 10 видах спорта: горнолыжный спорт, лыжные гонки, кёрлинг, конькобежный спорт, прыжки с трамплина, сноуборд, фигурное катание, хоккей, фристайл, волейбол на снегу. Главным судьёй Игр стал Бессмертных, Александр Андреевич.
Талисманом Игр стал рысенок по имени Тихоня. Официальный логотип Игр выполнен в виде иероглифа, в знак уважения к письменности азиатских народов. Он также напоминает спортсмена, символизирующего силу движения. В руках у спортсмена - логотип Международного комитета "Дети Азии".
Страны-участницы:
- Армения
- Афганистан
- Белоруссия
- Казахстан
- Кувейт
- Киргизия
- Ливан
- Россия
- Таджикистан
- Таиланд
- Туркменистан
- Узбекистан

Медальный зачет:
| №  | Команда                           | Золото | Серебро | Бронза | Всего |
| 1  | Сибирский федеральный округ       | 15     | 13      | 11     | 39    |
| 2  | Москва                            | 15     | 9       | 10     | 34    |
| 3  | Уральский федеральный округ       | 10     | 8       | 9      | 27    |
| 4  | Дальневосточный федеральный округ | 5      | 4       | 5      | 14    |
| 5  | Кузбасс- Кемеровская область      | 3      | 6       | 6      | 15    |
| 6  | Казахстан                         | 3      | 5       | 5      | 14    |
| 7  | Башкирия                          | 3      | 3       | 2      | 8     |
| 8  | Татарстан                         | 2      | 2       | 1      | 5     |
| 9  | Белоруссия                        | 1      | 5       | 5      | 11    |
| 10 | Республика Саха (Якутия)          | 1      | 3       | 4      | 8     |
| 11 | Таджикистан                       | 1      | 0       | 0      | 1     |
| 12 | Узбекистан                        | 1      | 0       | 0      | 1     |
| 13 | Киргизия                          | 0      | 2       | 1      | 3     |

## Символика
Эмблема Игр
Эмблема IV Международных спортивных игр «Дети Азии» представляет собой композицию в виде арки с жёлтым кругом в центре, с расходящимися от него четырьмя нарастающими линиями синего цвета и тремя волнистыми линиями голубого, красного и зелёного цветов, горизонтально пересекающими синие линии. Эмблема похожа на Якутский флаг. Синий фон посередине белый круг, и линии зелёный, красный и белый.
За основу взята композиция в виде буквы «А», которая объединяет всех жителей Азиатского континента. Жёлтый круг символизирует цвет Азии и солнце, которое восходит на Востоке. Синие нарастающие линии, стилизованные под беговую дорожку, символизируют победное шествие от малых спортивных площадок к победам на крупнейших аренах мира. Волнистые горизонтальные линии символизируют девиз Олимпийского движения из трех слов: «Быстрее! Выше! Сильнее!»
Талисман Игр
Талисманом IV Международных спортивных игр «Дети Азии» выбран мамонтёнок с факелом в правой лапе, источающим пламя из пяти языков синего, чёрного, красного, жёлтого и зёленого цветов — цветов Олимпийской эмблемы. На шее мамонтёнка — золотая медаль IV Международных спортивных игр «Дети Азии».
Мамонтёнок одет в меховой жилет. Для каждого вида спорта мамонтёнок оформлен соответствующе.
По итогам заседания жюри талисманом VI МСИ «Дети Азии» стал проект дизайнера из Якутска «Жеребёнок. Мамонтёнок. Оленёнок». Талисманам были определены следующие виды спорта: Жеребёнку — командные (волейбол, баскетбол, футбол), Мамонтёнку — единоборства (вольная борьба, дзюдо, мас-рестлинг), а Оленёнку — точные виды (стрельба из лука, шашки, настольный теннис).